# Nick Robinson
 Nicholas John Robinson (Seattle, Washington, 1995. március 22. –) amerikai színész. 
2010–2015 között a Melissa & Joey című sorozatban szerepelt. Olyan ifjúsági filmekben volt látható, mint a Nyár királyai (2013), Az 5. hullám (2016), a Minden, minden (2017) valamint a Kszi, Simon (2018). 2015-ben a Jurassic World mellékszereplője volt.

## Gyermekkora
A Washington állambeli Seattle-ben született, Podnar és Michael Robinson első gyermekeként. Négy fiatalabb testvére van. 
11 éves korában játszott először Charles Dickens Karácsonyi ének című művének színpadi változatában. Matt Casella tehetségkutató ajánlott neki néhány ügynökséget. Végül Robinson a Los Angeles-i Savage Agencyvel szerződött. A 2007/2008-as forgatókönyvírók sztrájkja miatt vissza kellett költözniük Washingtonba, ahol Robinson folytatta a színpadi fellépéseket Seattle-ben és környékén.
2013-ban érettségizett a Campbell Hall Schoolban. Felvételt nyert a New York Egyetemre, de egy évet halasztott, hogy rész tudjon venni a Melissa & Joey forgatásán.

## Pályafutása
2010-től az ABC Melissa & Joey című szituációs komédiájában szerepelt. Ryder Scanlont egészen 2015-ig, a sorozat befejezéséig játszotta. 2012-ben a Disney Channel Bar/átok című tévéfilmjében vállalt szereplést. Filmbéli partnerei olyan Disney-csillagok voltak, mint Bella Thorne és Zendaya.
2012-ben Joe Toyt játszotta a Nyár királyai című filmben. Egy epizód erejéig vendégszerepelt a HBO Boardwalk Empire – Gengszterkorzó című bűnügyi drámasorozatának 3. évadjában. 2013 végén szerepet vállalt a Jurassic World című fantasy-kalandfilmben. Ty Simpkinsszel egy testvérpárt alakított, akik nagynénjüket látogatják meg a parkban. A 2016 januárjában debütáló Az 5. hullám című thrillerben Chloë Grace Moretz partnereként tűnt fel.
Ő volt a főszereplő a Being Charlie című független filmben, melyet a 2015-ös Torontói Nemzetközi Filmfesztiválon mutattak be. 2017-ben William H. Macy Krystal című filmvígjáték-drámájában szerepelt, ezt követte a Minden, minden. 2018-ban Simon Spiert formálta meg a Kszi, Simon című tinidrámában, kedvező kritikákat szerezve. 2019-ben egy újabb filmdráma, a Meghajszolt vad szereplője volt.

## Filmográfia

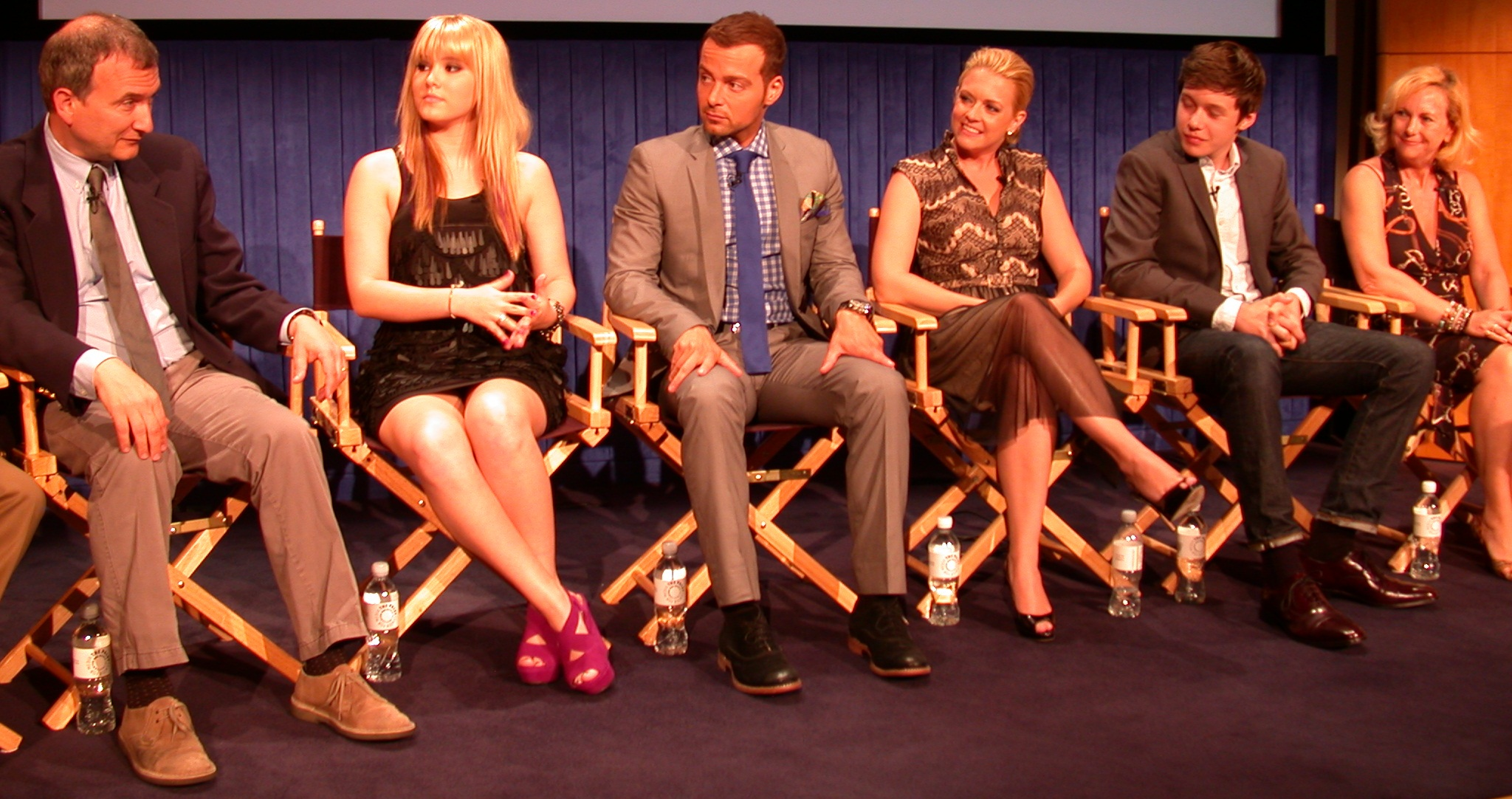
A Melissa & Joey sajtótájékoztatóján

### Film
| Év   | Magyar cím              | Eredeti cím                       | Szerep           | Magyar hang   |
| ---- | ----------------------- | --------------------------------- | ---------------- | ------------- |
| 2009 |                         | CC 2010 (rövidfilm)               | CC apja fiatalon |               |
| 2013 | A nyár királyai         | The Kings of Summer               | Joe Toy          | Timon Barna   |
| 2015 | Jurassic World          | Jurassic World                    | Zach Mitchell    | Baráth István |
| 2015 |                         | The Cav Kid (rövidfilm)           | punk srác        |               |
| 2015 |                         | Being Charlie                     | Charlie Mills    |               |
| 2016 | Az 5. hullám            | The 5th Wave                      | Ben Parish       | Czető Roland  |
| 2017 | Minden, minden          | Everything, Everything            | Olly Bright      | Baráth István |
| 2017 |                         | Krystal                           | Taylor Ogburn    |               |
| 2018 | Kszi, Simon             | Love, Simon                       | Simon Spier      | Baráth István |
| 2019 | Meghajszolt vad         | Native Son                        | Jan Erlone       | Czető Roland  |
| 2019 |                         | Strange but True                  | Phillip Chase    |               |
| 2020 | Árny a felhők között    | Shadow in the Cloud               | Stu Beckell      | Czető Roland  |
| 2021 |                         | Silk Road                         | Ross Ulbricht    |               |
| 2023 |                         | Shadow Brother Sunday (rövidfilm) | Jacob            |               |
| 2024 | A hercegnő és a sárkány | Damsel                            | Henry herceg     | Bíró Kristóf  |
| 2024 | Srácok a strandon       | Snack Shack                       | Shane            |               |
| 2024 |                         | Turn Me On                        | William          |               |

### Televízió
| Év        | Magyar cím                        | Eredeti cím                   | Szerep              | Megjegyzések                                                |
| --------- | --------------------------------- | ----------------------------- | ------------------- | ----------------------------------------------------------- |
| 2010–2015 | Melissa & Joey                    | Melissa & Joey                | Ryder Scanlon       | főszereplő (89 epizód)                                      |
| 2012      | Bar/átok                          | Frenemies                     | Jake Logan          | tévéfilm                                                    |
| 2012      | Boardwalk Empire – Gengszterkorzó | Boardwalk Empire              | Rowland Smith       | 1 epizód                                                    |
| 2020      | A Teacher                         | A Teacher                     | Eric Walker         | - minisorozat (főszereplő) - magyar hangja: - Baráth István |
| 2020–2021 | Szeretettel: Victor               | Love, Victor                  | Simon Spier         | vendégszereplő és producer (1–2. évad)                      |
| 2021      | Egy szobalány vallomása           | Maid                          | Sean Boyd           | - minisorozat (főszereplő) - magyar hangja: - Kovács Lehel  |
| 2023      | Világtörténelem, 2. rész          | History of the World, Part II | Robert Todd Lincoln | 4 epizód                                                    |

### Videójátékok
| Év   | Cím                 | Szerep        |
| ---- | ------------------- | ------------- |
| 2015 | Lego Jurassic World | Zach Mitchell |
| 2015 | Lego Dimensions     | Zach Mitchell |

## Színházi szerepek
| Év        | Magyar cím                  | Eredeti cím           | Szerep              | Helyszín           |
| --------- | --------------------------- | --------------------- | ------------------- | ------------------ |
| 2007      | Ne bántsátok a feketerigót! | To Kill a Mockingbird | Jem Finch           | Intiman Playhouse  |
| 2007–2008 | Karácsonyi ének             | A Christmas Carol     | szereplőgárda tagja | ACT Theatre        |
| 2008      |                             | Mame                  | Patrick Dennis      | 5th Avenue Theatre |
| 2009      | Ezer bohóc                  | A Thousand Clowns     | Nick Burns          | Intiman Playhouse  |
| 2010      | A nagymama soha             | Lost in Yonkers       | Arty Kurnitz        | Village Theatre    |

## Fordítás
- Ez a szócikk részben vagy egészben  a   Nick Robinson című angol Wikipédia-szócikk ezen változatának fordításán alapul.  Az eredeti cikk szerkesztőit annak laptörténete sorolja fel. Ez a jelzés csupán a megfogalmazás eredetét és a szerzői jogokat jelzi, nem szolgál a cikkben szereplő információk forrásmegjelöléseként.